# Al Shearer
Al Shearer (Ohio, 14 agosto 1977) è un attore statunitense.

## Filmografia parziale
- Hits from the Street - serie TV (2000)
- Due sballati al college (How High) (2001)
- Honey (2003)
- Who's Your Daddy? - film TV (2005)
- Glory Road (2006)
- The Hustle (2007)

## Doppiatori italiani
Nelle versioni in italiano delle opere in cui ha recitato, Al Shearer è stato doppiato da:
- Paolo Sesana in Due sballati al college
- Simone Mori in Glory Road
- Edoardo Stoppacciaro in CSI - Scena del crimine